# Кочетоцький ентомологічний заказник
Кочето́цький ентомологічний заказник — об'єкт природно-заповідного фонду Харківської області, ентомологічний заказник місцевого значення.
Розташований на схід від селища міського типу Кочеток Чугуївського району.
Загальна площа — 50,0 га.
Заказник утворений у 1992 році.[джерело?]
Відповідальний за охорону — Виробниче управління водяного господарства «Донець».

## Опис
Заказник розташований у долині річки Сіверський Донець біля водозабірної станції, на схід від селища міського типу Кочеток.
Являє собою заповідані ділянки заплавних луків, лісів, водно-болотної рослинності, а також схили правого берега з фрагментами степової рослинності. Домінують лучні, а також болотні та лісові заплавні ценози на стадії пасовищної дигресії.
На схилах правого берегу Сіверського Донця зустрічаються понад 100 видів різнотрав'я: конюшина, материнка, звіробій, різні види гвоздики, волошок, дивини, льон український, анемона лісова, чебрець. До Червоної книги України занесений гісоп крейдяний (Hyssopus cretaceus Dubjan.).
Зберігається комплекс типових для даного рельєфу комах: степових, лучних, лісових, болотяних, навколоводних і водних. До ентомологічної фауни заказника належать рідкісні види комах, що занесені до:
- Європейського Червоного списку: красотіл пахучий (Calosoma sycophanta);
- Червоної книги України: жук-олень (Lucanus cervus), вусач-червонокрил Келлера (Purpuricenus kaehleri), джміль моховий (Bombus muscorum), ксилокопа звичайна (Xylocopa valga), подалірій (Iphiclides podalirius), поліксена (Zerynthia polyxena);
- Червоної книги Харківської області: вертячка сутінкова (Orectochilus villosus).

На території заказника мешкає богомол звичайний (Mantis religiosa), який 2001 року був уключений до Переліку регіонально рідкісних видів тварин для Харківської області. Згодом вид став численним і у видання Червоної книги Харківської області (2013 рік) вже не потрапив.
До орнітологічного комплексу заказника належать види птахів: мартин звичайний, крячок чорний та крячок білокрилий, кулики. Рідко зустрічаються чирянка велика, лиска, чепура велика.
У період міграцій територія заказника є місцем відпочинку водно-болотних птахів: гусей, сірих журавлів (Grus grus) (вид занесений до Червоної книги України).
2011 року при обстеженні заказника з метою встановлення рівня антропогенного впливу виявлені накопичення хрому у верхньому шарі ґрунту, у лісовій підстилці, коріннях, та накопичення свинцю в корі сосни звичайної, що є характерним для техногенних ландшафтів. Отримані результати вказують на те, що територія заказника потерпає від впливу техногенних емісій розташованої поблизу ТЕЦ.

## Галерея

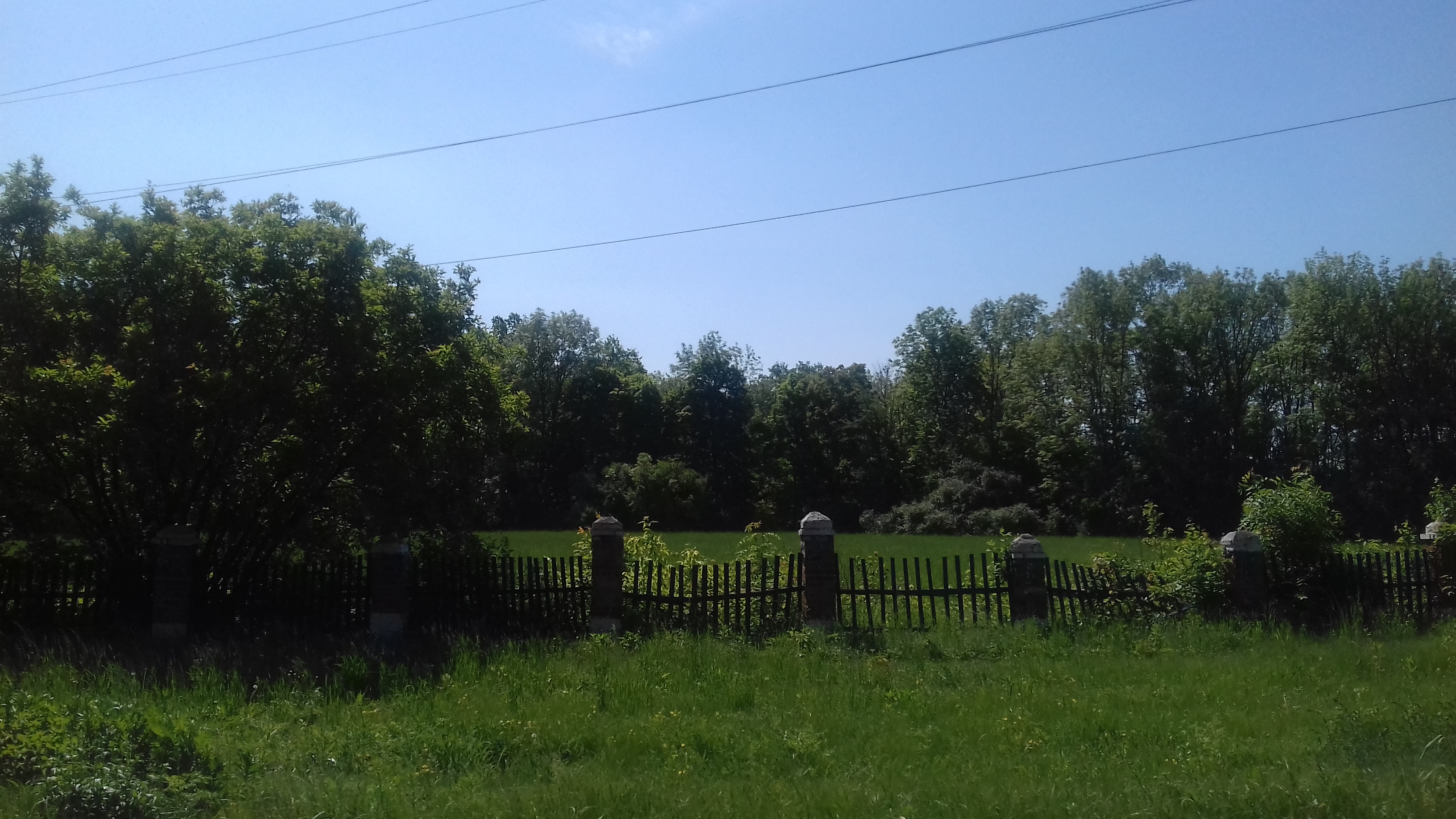
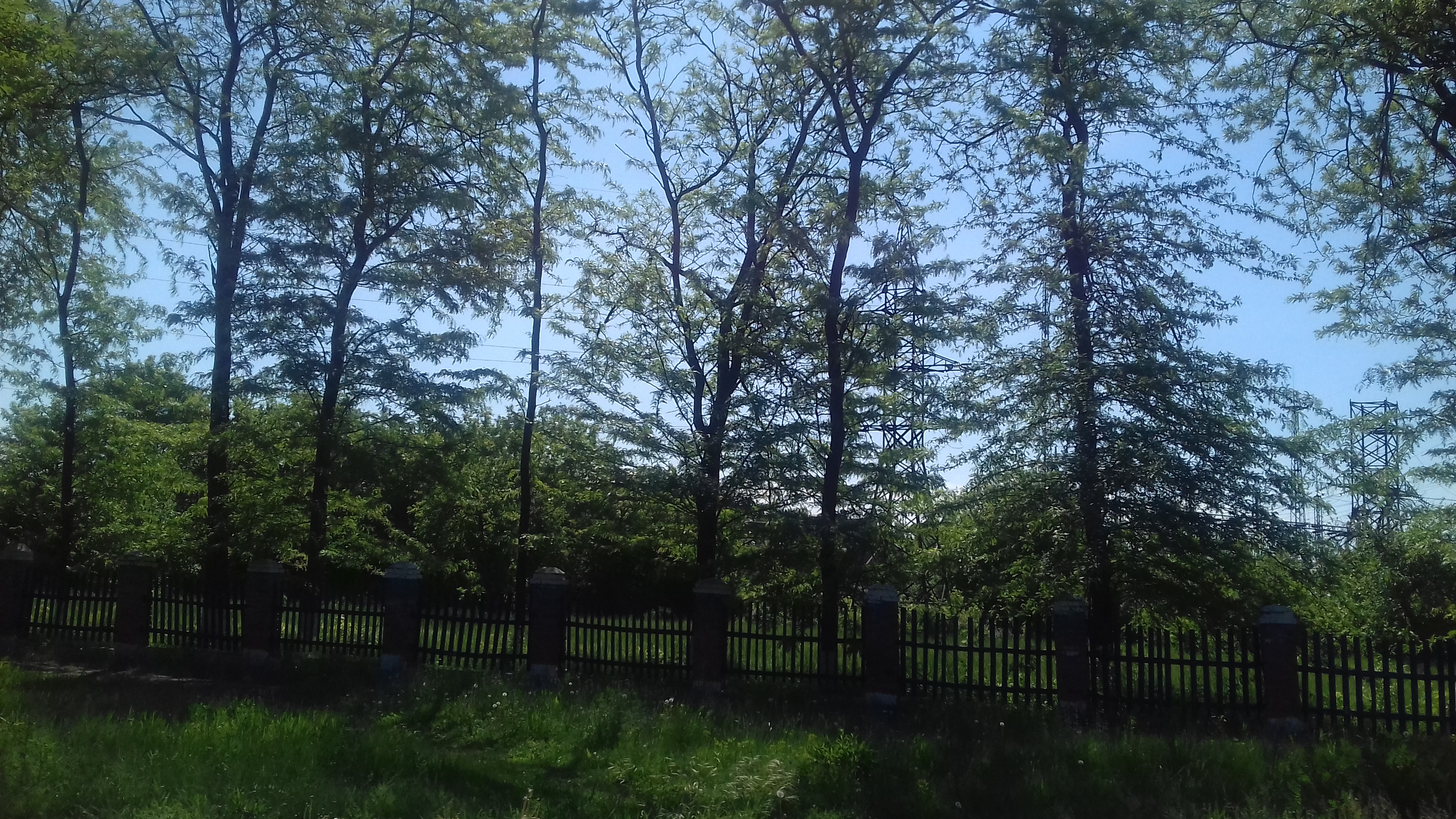